# Mansfeld (film)
A Mansfeld Szilágyi Andor 2006-os, magyar–kanadai koprodukcióban készült filmje az 1956-os forradalmat követő megtorlás legfiatalabb áldozatáról, Mansfeld Péterről.
A filmet Magyarországon 2006. szeptember 14-én mutatták be, nemzetközi díszbemutatóját október 23-án, a forradalom kitörésének 50. évfordulóján tartották Kanadában. Költségvetése mintegy 550 millió forint.
A filmben a 19 éves Fancsikai Péter alakítja Mansfeld Pétert, édesanyját pedig Maia Morgenstern román színésznő.

## Szereplők
- Mansfeld Péter – Fancsikai Péter
- Mansfeldné – Maia Morgenstern – magyar hangja: Kútvölgyi Erzsébet
- Fenyő főhadnagy – Nagy Ervin
- Szautner hadnagy – Dimény Áron
- Bárányos alezredes – Eperjes Károly
- Blaski – Pindroch Csaba
- Dr. Gárgyán – Blaskó Péter
- Vekerdi Elek – Seress Zoltán
- Holecz – Egri Bálint
- Bóna – Dér Zsolt
- Egei – Szabó Dániel
- Mansfeld Laci – Bárdi Gergő

### További szereplők a megjelenés sorrendjében
- Asszisztensnő – Bánfalvy Ágnes
- Börtönorvos – Téri Sándor
- Bánkuti ezredes – Szervét Tibor
- Bánkuti szeretője – Bartsch Kata
- Ila – Hábermann Lívia
- Asszonyság – Földessy Margit
- Grófnő – Tanai Bella
- Wüntsch – Oberfrank Pál
- Editke – Herrer Sára
- Pitasz elvtárs – Đoko Rosić
- Bánné – Szorcsik Kriszta
- Bán – Bán János
- Sobor bácsi – Újvári Zoltán
- Orvos – Magyar Attila
- Bulovkin – Balikó Tamás
- Tolmácsnő – Paizs Valentina
- Pap – Benkóczy Zoltán
- Nő a parókián – Nagy Anna
- Kirgiz – Fornoron Antal
- Csepregi – Rubold Ödön
- Cseterki – Gáspár Tibor
- Dr. Vágó Tibor – Jordán Tamás
- Őr a Parlamentnél – Lázár Balázs
- Rádióbemondók – P. Debrenti Piroska, Pintér Sándor

## Történet
A film szinopszisából: „1958. A tizenhét éves Mansfeld Péter (Fancsikai Péter) a forradalom Széna téri emlékeitől »megfertőződve« a felkelés újraélesztéséről és bebörtönzött sógora kiszabadításáról ábrándozik. Barátaival és a nála idősebb Blaski Józseffel elkövetett gyerekes csínyeik, kamaszos balhékkal és apró köztörvényes bűnökkel keverednek. Sorsuk akkor pecsételődik meg, amikor elrabolnak egy őrségben álló rendőrtörzsőrmestert (Seress Zoltán).”
A vizsgálati fogságban Mansfeld nagy lelkierőt mutat, mindent magára vállal, hogy mentse a többieket. A kihallgatók nem tudják megtörni. A kezdetben viszonylag kis súlyúnak látszó ügy egy ellenforradalmi szervezkedés leleplezésévé és megtorlásává alakul.
„Nem angyal, korántsem az, hibát hibára halmoz, mégis ártatlan, velejéig ártatlan” – írta le Mansfeld Péter alakját az édesanyját alakító Maia Morgenstern.

## Fogadtatás
A film kritikai fogadtatása erősen megosztott volt, túlnyomó részt közepes értékeléseket kapott. A Cinematrix 5 csillagot adott a filmnek a lehetséges 10-ből, az IMDb-n a felhasználói értékelés 2016-ban 6,7 (átlagérték kb. 6,38, 1–10).
Szeptember 14-ei bemutatójakor Szilágyi Andor filmje súlyos kudarcnak bizonyult a mozikban. Csak Budapesten 10 mozi tűzte műsorára a filmet, a heti Top 10-be sem sikerült bekerülnie. Mindazonáltal, október 23-ának és a csoportos látogatásoknak köszönhetően végül országszerte több, mint 80 ezer néző látta, noha ez csak 27 millió forintos jegybevételt jelent, szemben az 550 milliós költségvetéssel.

## Nézettség
A nézettségi adatok szerint 82 052 jegyet adtak el rá.

### Információs oldalak
- A Mansfeld az IMDb-n
- A Mansfeld a Cinematrixon[halott link]
- A Mansfeld' a PORT.hu-n (magyarul)
- A Mansfeld a Mozineten Archiválva 2007. január 7-i dátummal a Wayback Machine-ben

### Cikkek
- szemle.film.hu, Strommer Nóra riportja
- DreamQuest Films, angol nyelvű szinopszis Archiválva 2006. augusztus 30-i dátummal a Wayback Machine-ben
- A Mansfeld-film – És akiknek nem kell (Bartha Eszter kritikája, Eszmélet, 2006. január 1. )
- Mozikban a Mansfeld-film
- Szilágyi Andor Mansfeld-filmjének honlapja Archiválva 2006. szeptember 2-i dátummal a Wayback Machine-ben
- Szilágyi Andor: Mansfeld – Magasabb szempontból (filmforgatókönyv), Nemzeti Tankönyvkiadó, Budapest, 2006